# Karl Wunderli
Karl Jakob Wunderli auch Karl Wunderli-Hofmann (* 21. November 1881 in Zürich; † 25. Oktober 1961 in Kreuzlingen), heimatberechtigt in Fällanden und seit 1942 in Winterthur, war ein Schweizer Landwirt und Politiker.

## Leben

### Familie
Karl Wunderli war der Sohn des Kaufmanns Jakob Wunderli und dessen Ehefrau Paulina (geb. Frei).
Er ehelichte 1914 Lina (* 1886; † 18. Mai 1961 in Winterthur), die Tochter des Bezirkstierarztes Jakob Hofmann; gemeinsam hatten sie mehrere Kinder.
Nach dem Tod seiner Ehefrau zog er zu seinem Sohn nach Wigoltingen und wurde dort auch beigesetzt.

### Werdegang
Karl Wunderli besuchte die Landwirtschaftliche Schule Strickhof, absolvierte ein landwirtschaftliches Praktikum und war als Gutsverwalter in Deutschland tätig.
Er begann 1901 mit einem Studium der Agrarwissenschaften am Polytechnikum Zürich und promovierte 1904 zum Dipl.-Ing. agr.
Von 1904 bis 1906 war er Assistent und von 1906 bis 1908 Leiter der Rentabilitätserhebungen im Schweizerischen Bauernsekretariat (siehe Schweizer Bauernverband) in Brugg; ihm folgte als Leiter in der Abteilung für Rentabilitätserhebungen Fritz Zaugg.
Er war von 1908 bis 1921 Verbandssekretär beim 1886 gegründeten Verband ostschweizerischer landwirtschaftlicher Genossenschaften (VOLG) in Winterthur; in dieser Zeit war er von 1921 bis 1925 Prokurist und ab 1943 Vizepräsident der Verwaltungskommission des VOLG.
Seit 1938 war er Vizepräsident der Verwaltungskommission der Verbandszeitschrift Der Genossenschafter und von 1920 bis 1946, als Nachfolger von Heinrich Eugen Abt, deren Redaktor.
1946 trat er in den Ruhestand.

### Politisches und gesellschaftliches Wirken
Karl Wunderli war ein kantonal und national profilierter Bauernpolitiker.
Er war Mitbegründer der kantonalzürcherischen Bauernpartei (siehe Bauern-, Gewerbe- und Bürgerpartei), die aus dem Zürcher Landwirtschaftlichem Kantonalverein hervorging und von 1917 bis 1920 deren erster Präsident; sein Nachfolger wurde Rudolf Streuli (1871–1941).
Von 1917 bis 1926 war er Zürcher Kantonsrat und vom 1. Dezember 1919 bis zum 6. Dezember 1925 sowie, als Nachfolger des verstorbenen Diethelm Burkhard, vom 27. September 1926 bis zu seinem Rücktritt am  5. Dezember 1943 Nationalrat.
1917 sprach er sich für die Proporzwahl des Nationalrats aus.
Er war Präsident der Zürcher landwirtschaftlichen Bürgschaftsgenossenschaft und Vorstandsmitglied sowie Ehrenmitglied des Zürcher Landwirtschaftlichen Kantonalvereins und Vorstandsmitglied der zürcherischen Schlachtviehabsatzgenossenschaft.

## Mitgliedschaften
Karl Wunderli war Ehrenmitglied des Vereins Ehemaliger am Strickhof.